# Thapsia
Thapsia är ett släkte av flockblommiga växter som ingår i familjen flockblommiga växter. Släktet förekommer i Medelhavsregionen.

## Arter inom släktet, i alfabetisk ordning[2]
- Thapsia asclepium
- Thapsia cinerea
- Thapsia eliasii
- Thapsia foetida
- Thapsia garganica
- Thapsia gummifera
- Thapsia gymnesica
- Thapsia maxima
- Thapsia meoides
- Thapsia minor
- Thapsia nestleri
- Thapsia nitida
- Thapsia pelagica
- Thapsia platycarpa
- Thapsia scabra
- Thapsia smittii
- Thapsia tenuifolia
- Thapsia thapsioides
- Thapsia transtagana
- Thapsia villosa

## Bildgalleri

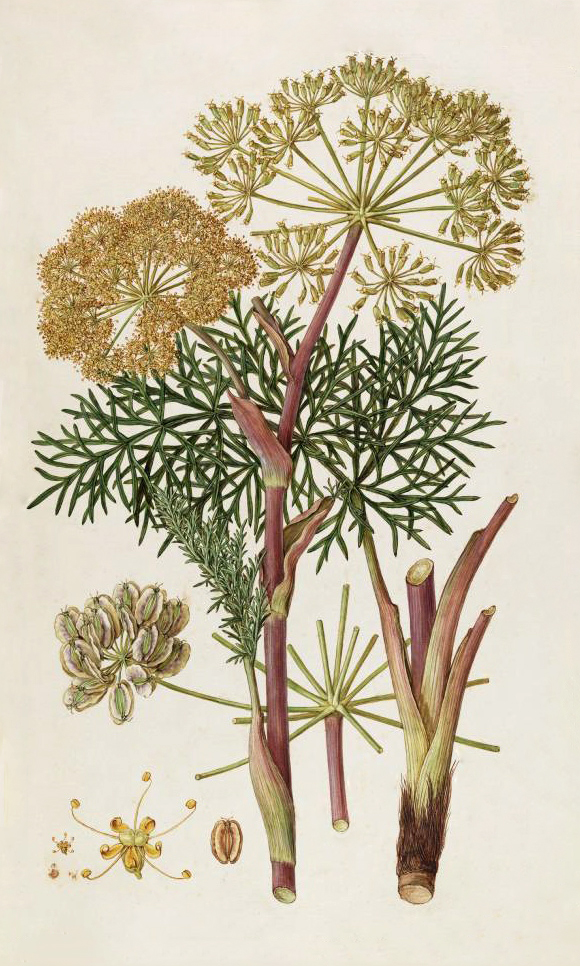
Thapsia garganica
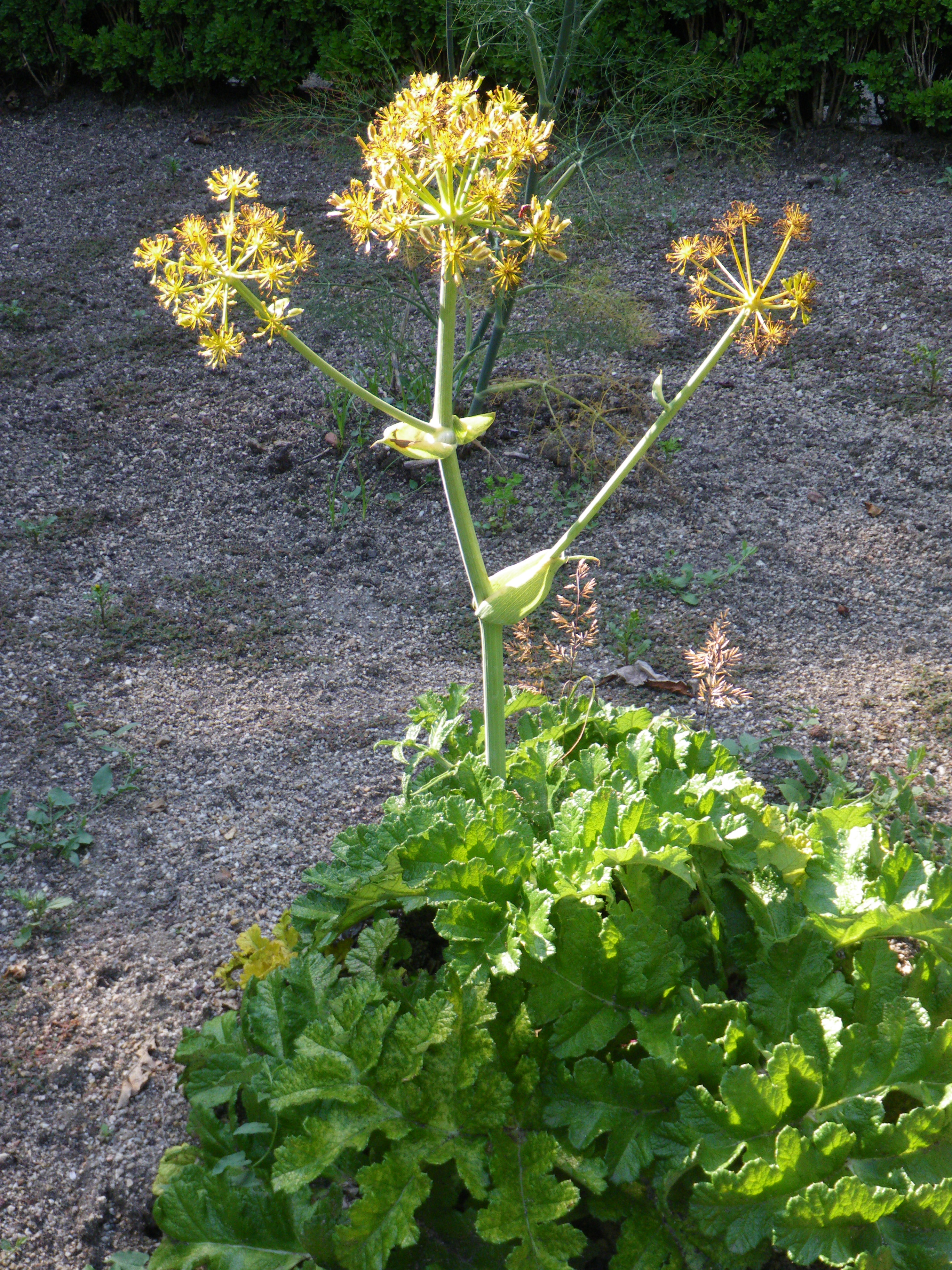
Thapsia nitida